# 아르헨티나 반공주의자 동맹

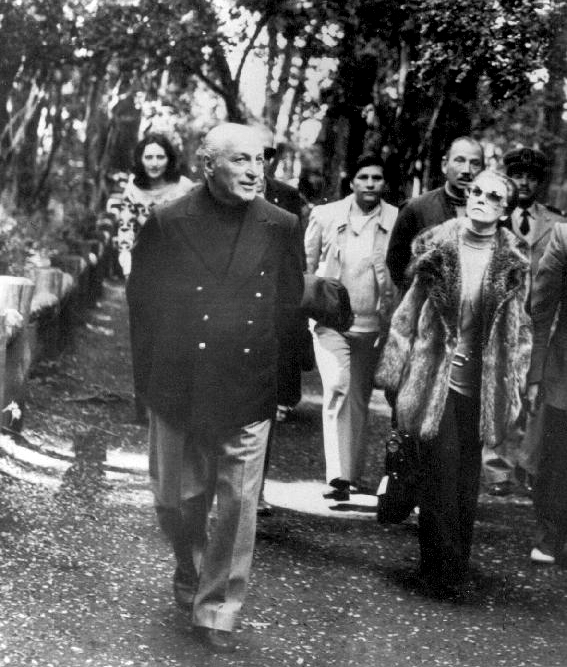
호세 로페스 레가, Triple A의 리더

아르헨티나 반공주의자 동맹(Alianza Anticomunista Argentina)는 아르헨티나의 우익 테러 조직이다. Triple A 혹은 AAA라는 명칭으로도 알려졌다. 1970년대 좌익 게릴라 수 백명을 살해하고 지식인, 예술가를 위협했다. 2006년 아르헨티나 연방 판사 노르베르토 오야르비데(Norberto Oyarbide)에 의해, 아르헨티나 반공주의자 동맹이 저지른 범죄들이 반인권 범죄로 판결받았다.

## 설립
아르헨티나 연방 경찰 호세 로페스 레가(José López Rega)와 알베르토 비쟈르(Alberto Villar)가 트리플 A를 설립한 것으로 추측된다. 당시에는 정확하게 알려지지 않았지만, 이 조직은 후안 페론의 개인 비서이자 후안 페론과 이사벨 페론 정부의 내각 장관인 호세 로페스 레가의 지시를 받아 행동했다.
트리플A가 물밑에서 활동을 시작한 건 지난 1960년대 말부터다. 아르헨티나 전국 서장급 이상 전현직 경찰 간부들을 주축으로 군 장교, 주임 상사급으로 구성된 이들은 반공과 반페론주의를 행동강령으로 정했다. 반페론주의자이자, 트리플A 조직의 책임자 로페스 레가는 충성스러운 페론주의자 행세를 하면서 페론의 측근에 발탁됐다.
1973년 10월 1일 라울 라스티리 (Raúl Lastiri) 대통령, 내무부 장관 베니토 얌비 (Benito Llambí), 사회복지부 장관 호세 로페스 레가, 대통령 비서 호세 움베르토 마르티아레나(José Humberto Martiarena) 등이 참석한 우익 페론주의자들의 회의에서 공식적인 설립 움직임이 있었다. 호세 로페스 레가는 후안 페론과 이사벨 페론이 집권하는 동안(1973년~1976년) 정부와 정의주의 운동(집권당)에서 실세로 활동하면서, 트리플 A를 지원하기 위해 사회복지부의 기금을 횡령했다. 몇몇 트리플 A의 회원은 1973년 6월 20일 좌익 페론주의자들을 저격한 사건인 에세이사 학살에 참여한 전력이 있었다. 트리플A는 1976년 쿠데타로 정권을 장악한 뒤, 더러운 전쟁을 일으켜 수 만명의 반체제 인사를 살해한 호르헤 라파엘 비델라와도 연관이 있는 것으로 알려져 있다.
발타사르 가르손 판사의 조사에 의하면, 이탈리아 네오 파시스트 스테파노 델레 챠이에도 연루됐다. 그는 칠레의 DINA와 볼리비아의 독재자 우고 반세르에게도 협력한 전력이 있다.

## 피해
트리플 A에 의한 첫 번째 테러는 1973년 11월 21일 발생했다. 트리플 A는 급진시민연합 상원의원 이폴리토 이리고옌의 차를 폭파했다. 이리고옌은 다리에 부상을 입었지만 암살 위기를 넘겼다. 이후 이 년 넘게, 트리플A는 그들의 폭력에 관대한 경찰과 판사에 대한 테러를 포함해서, 수 많은 사람을 살해했다. 1974년 몬토네로스 설립자 마리오 피르메니치(Mario Firmenich)의 친구인 카를로스 무히카(Jesuit Carlos Mugica)를 살해한 사건에 연루된 의혹이 있다.
아르헨티나 실종자조사위원회에 따르면, 트리플 A는 1973년부터 1983년까지 경찰, 판사, 사회운동가부터 몬토네로스와 아르헨티나 인민혁명군 게릴라와 그 동조자를 합해 1,122명을 살해했다. 1973년 19명, 1974년 50명 1975년 359명이 트리플 A에 의해 살해됐다. 그 밖에 수백건의 암살 사건에도 개입한 의혹이 있다.
네스토르 키르치네르 대통령이 2003년 설립한 국가기억보관소에 따르면, 1973년 에세이사 학살에서부터 1976년 호르헤 라파엘 비델라의 쿠데타 이전까지 1500여명의 피해자와 900여명의 실종자가 발생했다. 게다가, 정치적인 이유로 3000여명이 구금됐다.

## 관련 판결
2006년, 오야비르데 판사는 트리플A의 범죄를 "국가에 의해 조직적으로 시작된" 인권유린 행위라고 판결하면서 트리플A의 전 지도자 로돌포 알미론(Rodolfo Almirón)의 인도를 요구했다.
2007년, 아르헨티나 법원은 "군정기간 동안 좌파 제거작전과 언론탄압을 주도한 극우 무장 사조직 트리플 A와 후안 도밍고 페론 전 대통령은 무관하다"고 분명히 선을 긋고 "그렇지만 1974~76년 반정부 세력제거를 합법화해준 이사벨 페론에 대해서는 재판을 계속할 것"이라는 의지를 내비쳤다. 아르헨티나 사법부는 이사벨 페론 집권기간 동안과 군정기간(1974~83년)에 자행된 반인륜적인 인권유린 범죄행위의 몸통이 트리플 A의 책임자인 호세 레가였다는 결정적인 증거를 확보하고, 군정 당시 실질적으로 레가와 트리플A라는 무장조직과 군부를 움직였던 배후 세력의 실체를 파악하려고 하고 있다. 레가가 반공주의자들인 경찰 간부들과 국수주의자들인 군 장교단을 주축으로 트리플 A를 조직했으며 칠레의 피노체트와 연계해 콘도르 작전을 주도했던 것에 주목하고 있다. 이와 함께 아르헨티나 사법부는 군정 당시의 인권유린 사태의 실체를 파악하기 위해 지난 1970년대 초 스페인에 망명 중이었던 페론 전 대통령에게 호세 레가를 소개시켜 준 이사벨 페론과 우익테러 조직 책임자 호세 레가의 후견인 역할을 한 혐의를 받고 있는 로버트 힐 당시 스페인 주재 미 대사 간의 관계를 밝혀 내는 데에 주력하고 있는 것으로 전해진다.

## 활동 종료
1975년 7월 19일 로페스 레가가 장관에서 물러난 뒤 수류탄, 기관총 등의 무기가 발견됐다. 정부의 기금을 횡령해 무기를 구입한 이 사건에는 로페스 레가와 이사벨 페론이 연루됐다.
1976년 쿠데타로 군사 독재가 시작됐을 때, 이미 트리플 A는 해체됐고, 군부통치 기간 동안 활동 제한을 받았다. 후안 호세 살리나스(Juan José Salinas)와 같이 트리플 A를 조사한 사람들은 트리플 A회원 다수가 SIDE에서 활동하면서 군부를 위해 일했다고 한다.

## P-2와의 연계
프로파간다 두에(P-2)는 아르헨티나 군 정보국 수뇌부와 정치권, 경제계는 물론 이탈리아의 반공 인사들을 망라한 거대한 사조직으로 반공산주의, 반페론주의를 설립 목표로 한 친군부세력이다. 트리플 A의 로페스 레가와 라울 라스트리는 P-2의 회원이었다. 1976년 쿠데타를 일으킨 에밀리오 에두아르도 마세라 역시 이 단체의 회원이었다.

## 연루된 다른 사건
트리플 A의 전 회원 15명은 이탈리아 네오 파시스트와 함께 스페인에서 1976년 몬테후라 사건에 참여했다. 호세 마리아 보카르도(José María Boccardo)는 ETA 회원과 함께 아르갈라 사건에 참여했다.

## 같이 보기
- 더러운 전쟁
- 호세 로페스 레가
- 이사벨 페론
- 몬토네로스
- 에세이사 학살